# Friedrich Walter (Eishockeyspieler)
Friedrich Walter (* 21. Februar 1924 in Wien; † Januar 1980) war ein österreichischer Eishockeyspieler.

## Karriere
Während seiner aktiven Spielerkarriere spielte er erst 1945/46 für den EK Engelmann Wien, mit dessen Mannschaft er Österreichischer Meister wurde.
Anschließend spielte er 1946/47 für den Eissportklub Wien, bevor er 1947/48 für den Wiener Eislauf-Verein spielte und mit dessen Mannschaft erneut Meister wurde.
1948/49 spielte er für die Wiener Eissport-Gemeinschaft, mit dessen Mannschaft er wieder den Meistertitel gewann.
International spielte er für die österreichische Eishockeynationalmannschaft bei den Olympischen Winterspielen 1948, sowie bei den Weltmeisterschaften 1947 und 1949, wobei er 1947 mit der Mannschaft die Bronzemedaille gewann.